# Domaine de Burier
La maison de maîtres du domaine de Burier (chemin du Cèdre 24), ancienne « maison Couvreu », est implantée sur la commune de La Tour-de-Peilz dans le canton de Vaud en Suisse.

## Histoire
Ce domaine, implanté sur un monticule au voisinage de la rive du Léman, a été développé au XVIIe siècle par Sigismond Landrau dit des Granges. Au cours du troisième quart du XVIIIe siècle, l'exploitation passe à Ulrich Bridel, qui construit peut-être l'édifice vers 1808, puis en 1814 à Roland Nicolas Couvreu, dont les descendants restent propriétaires jusqu'en 1921. On trouve là par la suite Ferdinand van Asch van Wyck, puis dès 1939 Maurice-Yves Sandoz.
Cet imposant édifice n'a guère changé de surface depuis 1814, mais a été surélevé d'un niveau entre 1839 et 1845. En 1939 Maurice-Yves Sandoz a chargé l'architecte Jack Cornaz de la restauration, mais ces travaux sont mal documentés. Par la suite la maison est passée à la Fondation Sandoz. Ces deux fils de Edouard Constant Sandoz, industriel chimiste, se sont particulièrement illustrés. Edouard-Marcel Sandoz, comme sculpteur animalier, et Maurice-Yves Sandoz comme écrivain, compositeur et collectionneur.
La maison de maîtres, qui présente une architecture imposante avec fronton triangulaire sur les façades, comporte aussi, dans un salon du rez-de-chaussée, un remarquable papier peint panoramique illustrant la chasse de Compiègne, papier imprimé en 182 par la manufacture d'Auguste François Jacquemart d'après un projet de Carle Vernet. Henri Clouzot et Charles Follot ont qualifié en 1935 La chasse de Compiègne comme « un des plus parfaits du genre, aussi bien pour le dessin que pour le coloris ». L'attribution à l'atelier Jaquemart et l'identification des artistes à l'origine de ce chef-d’œuvre découlent d'une lettre de septembre 1812 envoyée par Jean Zuber, de Rixheim, à Auguste François Jacquemart.
La propriété des classée en note 2 du recensement architectural vaudois .

## Archives
- Archives communales de La Tour-de-Peilz, cote J 9, Bâtiments privés, château de Burier (relevé de plans, 1701-1900) .